# Agent (program)
För andra betydelser, se agent.
Agent är inom datavetenskap ett datorprogram som autonomt eller semi-autonomt arbetar i bakgrunden som ombud för en användare eller annat program, exempelvis med att bevaka händelser och som vid behov kan göra val på egen hand. Begreppet är besläktat med robotskript.
En användaragent (eng. user agent) är ett datorprogram som agerar som klient för användarens räkning mot en eller flera servrar, exempelvis webbläsare eller en spindel (sökrobot) i en sökmotor som utför webbanalys.